# ドン・レオ・ジョナサン
ドン・レオ・ジョナサン（Don Leo Jonathan、本名：Don Heaton、1931年4月29日 - 2018年10月13日）は、アメリカ合衆国のプロレスラー。ユタ州ハリケーン出身（ソルトレイクシティ出身ともされる）。
ナチュラルな巨体と無類の身体能力を誇り、「ルー・テーズを超える」と評されるほどの実力者だったが、サイドビジネス（潜水事業の運営）に注力していたこともあり、メジャー団体のビッグタイトルには縁が無かった。日本での異名は「人間台風」「モルモンの暗殺者」。

## 来歴
「モルモンの殺人者」と称されたプロレスラー、ブラザー・ジョナサンの息子。父のトレーニングのもと、1949年にプロレスラーとしてデビュー。太平洋岸から北東部まで各地を転戦後、1953年11月24日にカナダのオタワにてキラー・コワルスキーからモントリオール版の世界ヘビー級王座を奪取。NWAの主要テリトリーにも進出し、1957年4月19日にはテキサス州ヒューストンにおいて、ペッパー・ゴメスを破りNWAテキサス・ヘビー級王座を獲得。1959年10月29日にはトロントにてジン・キニスキーをパートナーに、ホイッパー・ビリー・ワトソン&ユーコン・エリックからNWAカナディアン・オープン・タッグ王座を奪取した。
1961年1月7日、ネブラスカ州オマハでドクターX（ビル・ミラー）を破り、オマハ版の世界ヘビー級王座を獲得。同年4月7日にもドクターX、5月20日には王座決定戦でボボ・ブラジルを下し、旧版のAWA世界ヘビー級王座とされる同タイトルを通算3回獲得している。ただし、バーン・ガニアによる統一前の戴冠であったため、AWA側の公式世界王者にはカウントされていない。
タッグでは1963年9月24日、ロサンゼルスのWWAにおいてフレッド・ブラッシーと組み、ベアキャット・ライト&ミスター・モトからWWA認定のUSタッグ王座（後のWWA世界タッグ王座）を奪取。オーストラリア（ジム・バーネットが主宰していたワールド・チャンピオンシップ・レスリング）ではアントニオ・プリエーゼをパートナーに、スカル・マーフィー&ブルート・バーナードやマリオ・ミラノ&ザ・スポイラーなどのチームと1969年にIWA世界タッグ王座を争った。
北米においてはカナダのバンクーバー地区を長年の主戦場として活動。1960年代から1970年代にかけて、キニスキー、ファビュラス・カンガルーズ（アル・コステロ&ロイ・ヘファーナン）、ジョン・トロス、スタン・スタージャック、ボブ・ブラウン、ガイ・ミッチェル、キンジ渋谷、ビッグ・ジョン・クインらを相手にタイトルを争い、フラッグシップ・タイトルのNWA太平洋岸ヘビー級王座には通算5回戴冠した。
ニューヨークのWWWFにも、グラン・ウィザードをマネージャーにヒールのポジションで度々登場。1973年にはペドロ・モラレス、1974年にはブルーノ・サンマルチノが保持していたWWWFヘビー級王座に挑戦した。1974年1月14日には、前年12月にスタージャックを破り王者に返り咲いたサンマルチノの、マディソン・スクエア・ガーデンにおける初防衛戦の相手を務めている。
1970年代は南アフリカにも遠征しており、1975年にジャン・ウィルキンスからEWU世界スーパーヘビー級王座を奪取 。1977年9月1日にはヨハネスブルグにてオットー・ワンツを破りCWA世界ヘビー級王座を獲得、翌1978年7月15日にオーストリアのグラーツでワンツに奪還されるまで戴冠していたとされる。
日本へは1958年9月、日本プロレスに初参戦。10月2日の蔵前国技館大会において、力道山のインターナショナル・ヘビー級王座の初防衛戦の相手を務めた。この初来日時は『三菱ダイヤモンド・アワー プロレスリング中継』の放送開始時期であり、番組のプロモーションとして、同時来日したスカイ・ハイ・リーと共にオープンカーでのパレードにも参加している。1967年5月から6月にかけての再来日時には、ダッチ・サベージ、リップ・ホーク、スウェード・ハンセンらを従えてジャイアント馬場やアントニオ猪木と対戦した。3度目の来日となる1970年4月開幕の『第12回ワールドリーグ戦』では予選リーグで猪木に敗れるも、外国陣営ではターザン・タイラーやクリス・マルコフを抑えてトップの戦績で決勝戦に進出、馬場と優勝を争った。
国際プロレスにも1度だけ参戦しており、1972年3月開幕の『第4回ワールド・シリーズ』において、当時モンスター・ロシモフと名乗っていたアンドレ・ザ・ジャイアントとも対戦している。予選リーグでは同ブロックのロシモフに首位を奪われるも、各ブロックの2位選手による敗者復活戦でラッシャー木村とホースト・ホフマンを下して決勝トーナメントに進出。準決勝でストロング小林に敗退したが、3位決定戦でバロン・フォン・ラシクを破りシリーズ3位の戦績を収めた。
1973年1月からは、前年10月に旗揚げした全日本プロレスに参戦。ジョナサンは馬場のアメリカ修業時代に巨人コンビを結成した仲で、1月24日の日大講堂大会では馬場の「世界ヘビー級争覇戦」（PWFヘビー級王座の初代王者決定戦）における対戦相手の1人として起用された。1975年12月には『オープン選手権』に参加。豪華メンバーを集めたリーグ戦において、ドリー・ファンク・ジュニア、アブドーラ・ザ・ブッチャー、ミスター・レスリング、ザ・デストロイヤー、ラッシャー木村、グレート草津らと公式戦で対戦した。
巨体ながらトンボを切れるほどの卓越した運動神経と多彩なレスリングテクニックの持ち主で、キーロックを仕掛けた馬場やジャンボ鶴田をヒョイと担ぎ上げたり、コーナー最上段の相手にドロップキックを放って場外に叩き落としたりしたこともあった。果ては狩猟で仕留めた300キロもある大鹿を担いで山を降りたなど、怪力無双のエピソードも尽きない。馬場との交友は深く、1989年1月には全日本プロレスのレトロ企画『OLDIES BUT GOODIES』の第1回ゲストとして、1978年の『第6回チャンピオン・カーニバル』以来となる11年ぶりの来日が実現した。
2018年8月末頃にブリティッシュコロンビア州ラングリーの病院に入院したが、そのまま退院することなく、10月13日に死去した。87歳没。

## 得意技
- ハイジャック・バックブリーカー
- ジャイアント・スイング
- サンセット・フリップ
- スタンプ・ホールド

## 獲得タイトル
ナショナル・レスリング・アライアンス・ネブラスカ
- 世界ヘビー級王座 (オマハ版) : 3回[6]

NWAオールスター・レスリング
- NWA太平洋岸ヘビー級王座 : 5回[9]
- NWA世界タッグ王座（バンクーバー版） : 1回（w / ドミニク・デヌーチ）[21]
- NWAカナディアン・タッグ王座（バンクーバー版） : 18回（w / キンジ渋谷、 ジン・キニスキー、ヘイスタック・カルホーン×2、ドミニク・デヌーチ、ロッキー・ジョンソン、スカイ・ハイ・ジョーンズ、パット・バレット、ジョン・トロス、ジミー・スヌーカ、ジョン・アンソン、ダッチ・サベージ、ビッグ・ジョン・クイン、etc.）[22]

アレックス・ターク・プロモーションズ
- NWAインターナショナル・タッグ王座（ウィニペグ版） : 2回（w / ホイッパー・ビリー・ワトソン、ジム・ヘイディ）

メープル・リーフ・レスリング
- NWAカナディアン・オープン・タッグ王座（トロント版） : 1回（w / ジン・キニスキー）[5]

スタンピード・レスリング
- NWAカナディアン・ヘビー級王座（カルガリー版） : 1回

サウスウエスト・スポーツ・インク
- NWAテキサス・ヘビー級王座 : 1回[4]
- NWAテキサス・ブラスナックル王座（ダラス版） : 1回

ワールドワイド・レスリング・アソシエーツ
- WWAインターナショナルTVタッグ王座 : 1回（w / ロード・カールトン）[23]
- WWA USタッグ王座 : 1回（w / フレッド・ブラッシー）[7]

モントリオール・アスレティック・コミッション
- 世界ヘビー級王座（モントリオール版） : 3回[3]

キャッチ・レスリング・アソシエーション
- CWA世界ヘビー級王座 : 1回[14]

ヨーロピアン・レスリング・ユニオン
- EWU世界スーパーヘビー級王座 : 1回[13]

ワールド・チャンピオンシップ・レスリング（オーストラリア）
- IWA世界タッグ王座 : 2回（w / アントニオ・プリエーゼ）[8]